# Нововодине (зупинний пункт)
Новово́дине — пасажирський залізничний зупинний пункт Запорізької дирекції Придніпровської залізниці на неелектрифікованій лінії Каховське Море — Енергодар між роз'їздом 20 км (15 км) та станцією Енергодар (8 км). Розташований біля села Нововодяне  Василівського району Запорізької області. Поруч із залізницею пролягає автошлях регіонального значення Р37.

## Пасажирське сполучення
До повномасштабного російського вторгнення в Україну (з 2022) на зупинному пункті Нововодине зупинялися приміські поїзди сполученням Запоріжжя — Енергодар. Наразі пасажирське сполучення припинено до повної деокупації тимчасово окупованих територій російськими загарбниками.